# Авиационный ремонтный завод 325
Авиационный ремонтный завод 325 / ОАО «325 АРЗ» — авиаремонтное предприятие, расположенное в Таганроге.
Из-за вторжения России на Украину завод находится под санкциями всех стран Евросоюза, США и Украины.

## История
Авиаремонтный завод был сформирован в Новочеркасске (Хотунок) 27 июня 1941 года как 14-я подвижная железнодорожная авиаремонтная мастерская (ПАМ). Мастерская располагалась в 22 вагонах и на 10 платформах. На некоторых платформах были установлены пушки для отражения воздушных налётов.
Первым начальником авиамастерской был  В. М. Халпахчи. Авиамастерская входила в состав ВВС Южного фронта, затем 8-й и 4-й воздушных армий Северной группы войск и занималась ремонтом боевых самолётов. В разное время мастерская базировалась в Луганске, Баку, Минводах, Лукалово, Белостоке, Грауденце. За годы войны были отремонтированы и переданы в действующую армию 1150 самолётов и 875 авиационных двигателей. Среди самолётов — Ил-2, Ла-5, Ла-9, Ли-2, У-2, ЛаГГ-3, И-15, И-16, Пе-2, Як-3, Як-7, Як-9.
В 1946 году подвижная железнодорожная авиаремонтная мастерская была переименована в 120-ю стационарную авиамастерскую, а уже 17 августа 1948 года она была сформирована как 671-я авиационная ремонтная база (АРБ), с условным наименованием в/ч 23213 и с базированием в Таганроге.
С 1953 года рембаза осваивает ремонт реактивных самолётов МиГ-15, МиГ-15УТИ, МиГ-15бис, МиГ-17ПФ.
1 апреля 1961 года 671-й авиаремонтной базе было присвоено условное наименование в/ч 13824.
С 1968 года рембаза начала осваивать ремонт самолётов Ан-12. 671-я АРБ стала базовым предприятием СССР по ремонту и техобслуживанию Ан-12. По 2006 год было отремонтировано 1094 единицы Ан-12, при том, что авиапромышленностью СССР было произведено 1248 единиц самолётов этого типа.
За свою историю завод несколько раз менял название:
- с 1941 по 1946 — 14-я подвижная железнодорожная авиаремонтная мастерская (ПАМ)[3]
- с февраля 1946 по 1948 — 120-я стационарная авиаремонтная мастерская[3]
- с 17.08.1948 — 671-я авиационная ремонтная база (АРБ), с условным наименованием в/ч 23213[3]
- с 1995  — 325-й авиационный ремонтный завод (АРЗ) (1 января 1995 года 671-я АРБ была переименована в 325-й АРЗ[3]).

## Основные виды деятельности
- ремонт самолётов Ан-12, Ан-72, Ан-72П государственной и гражданской авиации[5]
- средний и капитальный ремонт самолёта Л-410, капитальный, текущий ремонт агрегатов, блоков, узлов. Внутренняя и внешняя покраска акриловыми эмалями
- ремонт агрегатов, блоков, приборов самолётов Ан-24, Ан-26, Ту-134, Ту-142, Ту-154, Ил-76, Су-24, Су-25, вертолётов Ми-8, Ми-24[6]
- расширение номенклатуры ремонта агрегатов компонентов ремонтируемых для нужд министерства обороны РФ (ВВС, ВМФ, РВСН и космических войск) и силовых структур (МВД, ФСБ)[5]
- ремонт воздушных винтов У-510/7
- ремонт агрегатов самолётов Ил-76 (А-50)
- модернизация навигационного и радиоэлектронного оборудования самолётов Ан-12, Ан-72, Ан-72П[5]

Приоритетными направлениями развития ОАО «325 АРЗ» считает проведение подготовительных работ по освоению технического обслуживания, а в перспективе — и ремонта новых образцов авиационной техники: самолётов Бе-200, Ил-114

## Директора завода
- с 1998 года  — С. М. Занорин[7].
- с 199? по 1998 — Ф. П. Ходеев
- с 1941 по 19?? — В. М. Халпахчи.

## Интересные факты
- В декабре 2016 года из сообщения агентства «Интерфакс» стало известно, что на таганрогский 325-й авиаремонтный завод  для проведения экспертизы будут доставлены фрагменты разбившегося близ Сочи самолёта Ту-154[8][9]. В этой же публикации утверждалось, что подобную экспертизу сотрудники 325-го АРЗ проводили в 2006 году, после крушения самолёта Airbus A320, разбившегося под Сочи[8]. В тот же день, 28 декабря, в газете «Комсомольская правда» было опубликовано опровержение руководства 325-го АРЗ приведённой агентством «Интерфакс» информации, как в отношении экспертизы катастрофы Ту-154, так и по якобы проведённой экспертизе в 2006 году[10].